# 역마 (1981년 드라마)
《역마》(驛馬)는 1981년 8월 29일에 방영된 KBS TV 문학관이다.

## 줄거리
화개장터로 삼도의 장돌뱅이들이 모여들고, 체장수 노인 역시 딸 계연을 데리고 그곳에 찾아온다. 노인은 옥화네 주막에 딸을 맡기고 길을 떠난다. 계연을 예쁘게 본 옥화는 역마살이 있는 아들과 혼인을 시켜 그곳에 정착시키려 한다. 아들 성기도 계연을 좋아하는 눈치다. 그런데 옥화는 어머니에게 물려받은 가락지와 똑같은 것을 계연이 끼고 있는 것을 보고 놀란다.

## 출연
- 서영진 : 성기 역
- 조남경 : 계연 역
- 강부자 : 옥화의 어머니 역
- 김진해 : 체장수 역
- 박혜숙 : 옥화 역
- 박병호 : 큰스님 역
- 민욱 : 성기의 아버지 역
- 최선자
- 최명수
- 신수강
- 하대경 : 스님 역
- 이성웅
- 유병준
- 임병기
- 김동수
- 안성호
- 박재주
- 최동균

## 사당패와 창
- 사당패 : 박계순 외 10명
- 창 : 허희

## 참고 사항
- 역마살이란 점술인이 쓰는 영어로, 역마처럼 일정한 자리에 안주하지 못하고 항상 타관으로 떠도는 팔자를 타고난 사람 혹은 그런 사람의 운명이라는 뜻이다. -〈민속사전〉 중에서